# هيلين غرينير
هيلين غرينير (بالإنجليزية: Helen Greiner)‏ (ولدت في 6 ديسمبر 1967) هي المؤسسة المشاركة لشركة أيروبوت وحالياً الرئيسة التنفيذية في CyPhyWorks وهي عضو في مجلس أمناء متحف العلوم (بوسطن) في المجلس الاستشاري لعلوم الحاسب الآلي من معهد الالبوليتكنيك ورسستر، ومدير الجمعية الوطنية الصناعية الدفاع (مطار الدوحة الدولي الجديد).

## التعليم والمهنة
حازت غرينير على درجة البكلوريوس في الهندسة الميكانيكية، ودرجة الماجستير في علوم الحاسب، كلاهما من MIT. وحازت على دكتوراه شرفية في الهندسة من WPI.
عملت في وكالة ناسا للدفع النفاث ومختبر MIT للذكاء الصنعي.
في عام 1990، جنباً إلى جنب مع رودني بروكس وكولن آنجل، شاركت غرينير في تأسيس شركة آي روبوت، وهي شركة روبوتات مقرها في بيدفورد، ماساشوستس.
وتوفر الشركة الروبوتات في الأسواق الصناعية والاستهلاكية والعسكرية. وكانت هيلين واحدة من ثلاثة أشخاص شاركوا بتصميم النسخة الأولى من روبوت رومبا.
وفي 22 أكتوبر 2008، أعلنت استقالتها من رئاسة مجلس إدارة أي روبوت.
استبدلت من قبل الرئيس التنفيذي كولين آنجل، والذي صرح:«ستستمر هيلين في العمل في مجلس إدارة أيروبوت كمدير غير موظف بينما تواصل اهتمامات وفرص أخرى ضمن مصنع الربوت»، وهي حالياً الرئيسة التنفيذية لشركة CyPhyWorks. وعملت أيضاً في أوبن سورس روبوتيكس فاونديشن.
وفي عام 2011 ادرجت في المرتبة السابعة على قائمة MIT150 المبدعين للافكار من معهد ماساتشوستس للتكنولوجيا MIT.

## الجوائز وشهادات التقدير
- في عام 2003، تم تسمية غرينير والمؤسس المشارك معها لأي روبوت كولن آنغل من قبل رواد إرنست و يونغ الإنكليزية الجدد للعام.
- في عام 2005، تم تسميتها على أنها «صاحبة مشروع السنة» من قبل غودهاوسكيبينغ لهذا العام.[6]
- في عام 2006، تقلت جائزة الريادة من جمعية أنظمة الدولية المركبة غير المأهولة.[7]
- تلقت عام 2008، جائزة معهد رؤية المرأة للإبداع لعملها في أي روبوت [8].كرمت أيضاً كواحدة من مجلة تكنولوجي ريفيو TR100 «المبدعون للقرن التالي»
- استلمت جائزة ديمو غود DEMO God في مؤتمر ديمو DEMO. سميت من قبل كيندي سكول فب هافارد بالتعاون مع يو أس نيوز آند وورلد ريبورت كواحدة من أفضل الطاقم الأميركي.
- دعيت أيضاً إلى الشركة المنتدى الاقتصادي كشركة عالمية رائدة للغد World Economic Forum.

## المصدر
1. ↑   https://www.carnegie.org/awards/great-immigrants/2011-great-immigrants/. {{استشهاد ويب}}: |url= بحاجة لعنوان (مساعدة) والوسيط |title= غير موجود أو فارغ (من ويكي بيانات) (مساعدة)
2. ↑   https://anitab.org/profiles/abie-award-winners/helen-greiner/. اطلع عليه بتاريخ 2018-01-27. {{استشهاد ويب}}: |url= بحاجة لعنوان (مساعدة) والوسيط |title= غير موجود أو فارغ (من ويكي بيانات) (مساعدة)
3. ↑   https://www.witi.com/halloffame/. {{استشهاد ويب}}: |url= بحاجة لعنوان (مساعدة) والوسيط |title= غير موجود أو فارغ (من ويكي بيانات) (مساعدة)
4. ↑  "General Catalyst Partners page on Helen Greiner". 5 نوفمبر 2010. مؤرشف من الأصل في 2017-11-05.
5. ↑  "Board of Directors, OSRF". 28 يناير 2013. مؤرشف من الأصل في 2016-04-22.
6. ↑  "Good Housekeeping Announces the Winner of 11th Annual Good Buy Awards". 1 ديسمبر 2005. مؤرشف من الأصل في 2016-11-20.
7. ↑  "Unmanned Systems Industry Members Receive Prestigious Awards". Hydro International. 13 سبتمبر 2006. مؤرشف من الأصل في 2015-09-24. اطلع عليه بتاريخ 2011-06-27.
8. ↑  "Women of Vision awards presented at Anita Borg Institute banquet". Diversity/Careers. Diversity/Careers. أغسطس–سبتمبر 2008. مؤرشف من الأصل في 2012-10-28. اطلع عليه بتاريخ 2011-06-29.